# کنجی اورای
کنجی اورای (انگلیسی: Kenji Urai؛ زادهٔ ۶ اوت ۱۹۸۱) بازیگر، خوانندگی اهل ژاپن است. وی از سال ۲۰۰۰ میلادی تاکنون مشغول فعالیت بوده‌است.